# Ahrens-Fox Fire Engine Company

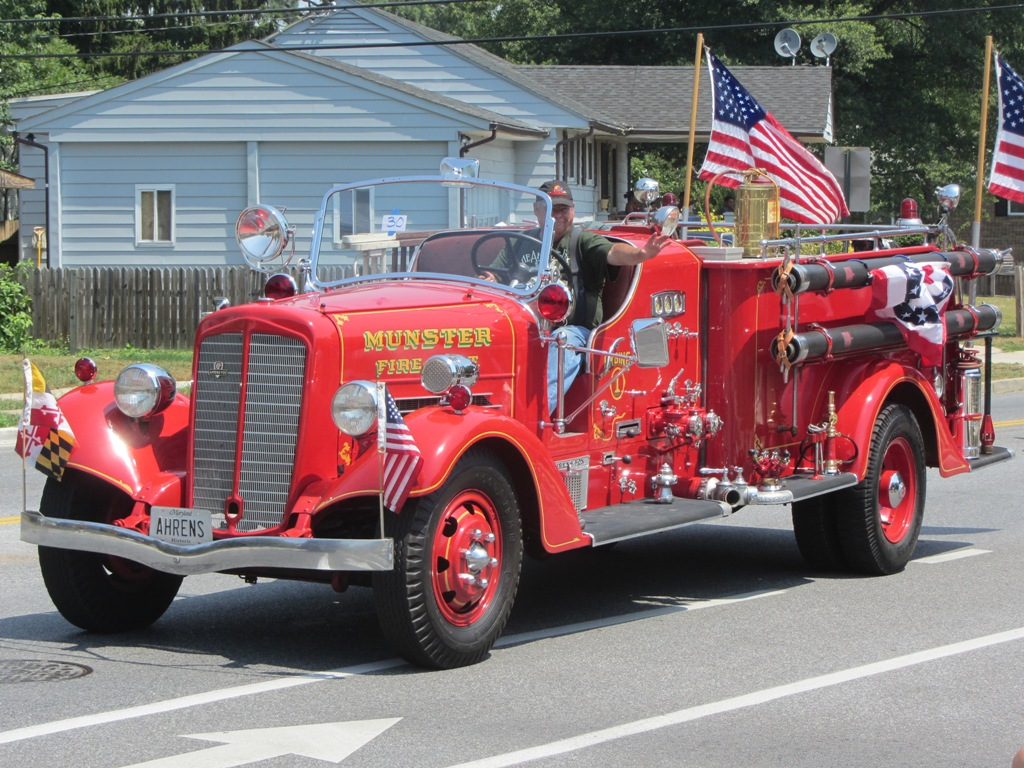
Ahrens-Fox Feuerwehrfahrzeug

Ahrens-Fox Fire Engine Company war ein US-amerikanischer Hersteller von Kraftfahrzeugen.

## Unternehmensgeschichte
John P. Ahrens und Charles P. Fox gründeten 1910 das Unternehmen in Cincinnati in Ohio. Sie begannen 1911 mit der Produktion von Feuerwehrzubehör. Anfangs waren dies Dampfpumpen, die von Pferden gezogen wurden. Später kamen Kraftfahrzeuge und Feuerwehrfahrzeuge dazu. Der Markenname lautete Ahrens-Fox. 1913 entstanden auch Personenkraftwagen. Geplante Käufergruppe waren die Vorstände von Feuerwehren. Letztlich gingen alle sechs Fahrzeuge an das Cincinnati Fire Department.
Etwa 1951 kaufte Walter Walkenhorst das Unternehmen. 1953 gab er es an die C. D. Beck Company aus Sidney in Ohio ab. 1956 übernahm Mack Trucks das Unternehmen. 1957 wurde der Markenname zunächst aufgegeben. Insgesamt entstanden etwas über 900 Fahrzeuge.
Richard C. Nepper kaufte 1961 alles auf und fertigte bis 1977 in geringem Umfang weitere Fahrzeuge.
Der Markenname wird von HME Incorporated genutzt.

## Pkw
Das einzige Modell war das Model E-C Battalion Roadster als Roadster. Ein Sechszylindermotor mit 44 PS Leistung trieb über ein Vierganggetriebe die Hinterachse an. Die Höchstgeschwindigkeit war mit 80 km/h angegeben.